# Georg Baselitz

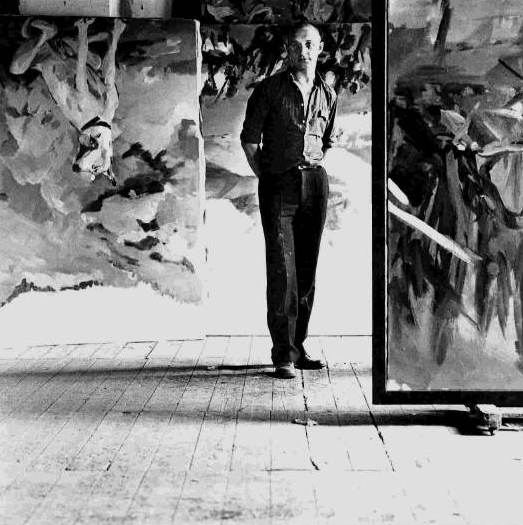
Georg Baselitz na zdjęciu Lothara Wolleha

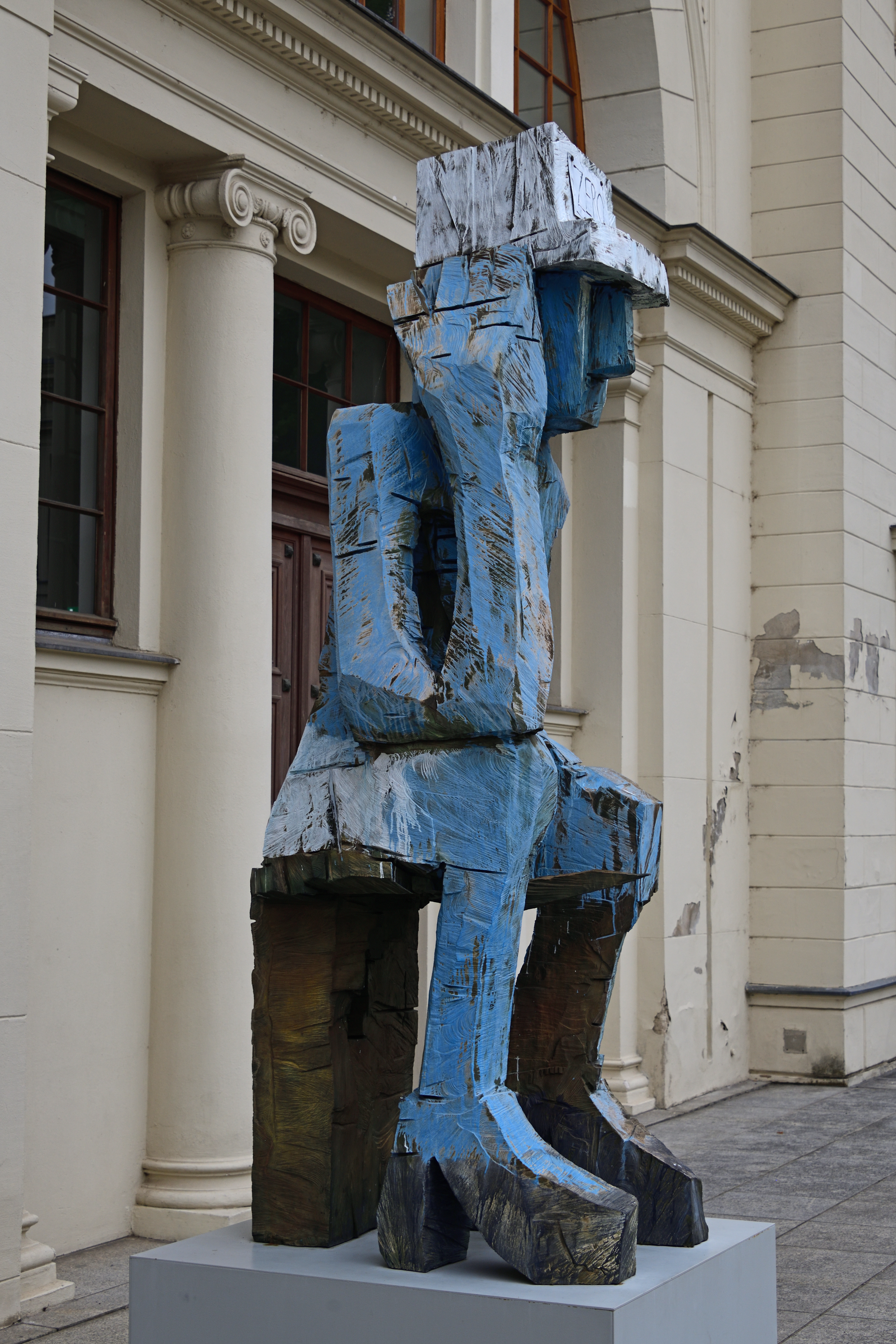
Praca artysty w Berlinie

Georg Baselitz, właściwe Hans-Georg Bruno Kern (ur. 23 stycznia 1938 w Kamenz) – niemiecki malarz i rzeźbiarz.

## Życiorys
Do ukończenia szkoły średniej mieszkał w rodzinnym mieście. Po maturze rozpoczął studia w Wyższej Szkole Artystycznej we wschodnim Berlinie-Weissensee. Pod zarzutem „niedojrzałości społecznej” został usunięty z uczelni po dwóch semestrach.
Od 1957 kontynuował studia w Szkole Wyższej Sztuk Pięknych w Berlinie Zachodnim, w 1958 zamieszkał na stałe w zachodniej części miasta. Tu zapoznał się z teoriami Kandinskiego i Malewicza.
W 1961 przyjął pseudonim artystyczny „Georg Baselitz” nawiązujący do swojego miejsca urodzenia.
Także w zachodnich Niemczech jego nonkonformizm stał się przyczyna skandali. Obrazy Wielka noc w wiadrze i Nagi mężczyzna wywołały podczas pierwszej wystawy indywidualnej skandal i zostały skonfiskowane.
Na wiosnę 1965 otrzymał stypendium rzymskie. W 1969 namalował Las stojący na głowie – pierwszy z serii obrazów o odwróconych motywach.
W 1970 r. wystawił w kolońskiej galerii Franza Dahlema wyłącznie „odwrócone” obrazy. Baselitz stał się sławny i zamożny. W 1975 nabył zamek Derneburg koło Hildesheimu, po roku sprzedał go amerykańskiemu kolekcjonerowi Andrew J. Hallowi i zamieszkał w Inning am Ammersee w Górnej Bawarii.
Dzieła Baselitza wywarły znaczny wpływ na sztukę swojego czasu, szczególnie prowokacyjne obyczajowo dzieła lat 60. Jego malarstwo charakteryzuje się szkicowością, brutalizmem, żywiołowością. Zdarzają się ślady palców i odciski stóp.